# 9215 Taiyonoto
9215 Taiyonoto (1995 UB45) là một tiểu hành tinh vành đai chính được phát hiện ngày 28 tháng 10 năm 1995 bởi K. Endate và K. Watanabe ở Kitami.